# Henri Bergson
Henri Louis Bergson (ejtsd: anri lui bergszon, Párizs, 1859. október 18. – Párizs, 1941. január 4.) francia filozófus.

## Életpályája
Fogarasi Béla műfordító így ír Henri Bergson: Bevezetés a metafizikába című művében a filozófusról:„Parisban, 1859. október 18-án született, mint mondják, ír családból.” 1868–1881-ig a Condorcet Líceumban, majd a École normale supérieure-ön végezte tanulmányait. Az Annales de Mathématiques 1877-ben írt pályamunkáját egész terjedelmében közölte, mintegy matematikai ismereteit díjazva ezzel. Doktori értekezését 1889-ben írta Données immédiates de la conscience címen.
Az oklevél megszerzése után különböző középiskolákban tanított filozófiát. „1899-től az École normale supérieure, 1901-től a Collège de France nagyhírű, tanítványok seregét vonzó filozófiaprofesszora volt. Tudományos munkája mellett az 1910-es években több diplomáciai küldetést teljesített; 1901-től volt az Académie des Sciences morales et politiques, 1914-től a Francia Akadémia tagja, az 1928-as irodalmi Nobel-díj kitüntetettje.”

## Munkássága
Filozófiáját híres könyveiben fejtette ki: Idő és szabadság (1889), Teremtő fejlődés (1907). A nevetés esztétikai oldalát bontja ki A nevetés (1900) című tanulmánya, mely a dráma- és prózairodalomra egyaránt nagy hatással volt. Pozitív metafizikát akart alkotni, amelynek egyetlen forrása a tapasztalás és az okoskodás lenne. Az élet csak egy magasabb rendű képességgel, az intuícióval fogható fel. A művész feladata, hogy az embereket szembeállítsa a mélyebb valósággal, amit az intuíció segítségével megismert – fejti ki esztétikai gondolataiban. Bergson időelmélete, az objektív és a szubjektív idő (durée, ’tartam’) megkülönböztetése (Tartam és egyidejűség, 1922) nagy hatást gyakorolt az irodalomra (lásd például Babits költészetét). Filozófiájának – amellyel a pozitivizmust támadta – központi gondolata a tudat idejének (a tartamnak) és az értelem idejének (a térbe vetített időnek) kettőssége. Az értelem szerepét csak a cselekvésben és a tudományos kutatásban ismerte el. A szellem területén az intuíciót tekintette a megismerés eszközének.

## Díjai, elismerései
1914-ben lett a Francia Akadémia tagja, 1927-ben pedig Nobel-díjjal tüntették ki.

## Magyarul
- Bevezetés a metafizikába; ford. Fogarasi Béla; Politzer, Bp., 1910 (Modern könyvtár)
- A nevetés. Tanulmány a komikum jelentéséről és négy lélektani értekezés; ford., bev. Dienes Valéria; Révai, Bp., 1913 (Világkönyvtár)
- Tartam és egyidejűség. Hozzászólás Einstein elméletéhez; ford. Dienes Valéria; Pantheon, Bp., 1923 (A Pantheon Ismerettára)
- Idő és szabadság. Tanulmány eszméletünk közvetlen adataiból; ford., bev., jegyz. Dienes Valéria; Franklin, Bp., 1925 (Filozófiai írók tára Ú. S.)
- Metafizikai értekezések; ford., jegyz. Dienes Valéria; Franklin, Bp., 1925 (Filozófiai írók tára Ú. S.)
- Teremtő fejlődés; ford., bev. Dienes Valéria; Akadémia, Bp., 1930 (Az Akadémia filozófiai könyvtára)[5]
- A nevetés; ford., bev., jegyz. Szávai Nándor; Gondolat, Bp., 1968 (Gondolkodók)
- Idő és szabadság. Tanulmány eszméletünk közvetlen adatairól; ford., bev., jegyz. Dienes Valéria; Universum, Szeged, 1990 (Universum reprint)
- A nevetés; bev., jegyz. Szegő Katalin, ford. Szávai Nándor; Kriterion, Bukarest, 1992 (Téka)
- Az erkölcs és a vallás két forrása; ford. Dienes Valéria, szöveggond., utószó Szabó Ferenc; Szt. István Társulat, Bp., 2002 (Szent István könyvek)
- A gondolkodás és a mozgó. Esszék és előadások; ford. Dékány András; L'Harmattan–SZTE Filozófia Tanszék, Bp.–Szeged, 2012 (Rezonőr)
- Tudati energia. Előadások és esszék; ford. Vadas Norbert; Brahmana Misszió, Bp., 2021

## Magyar nyelvű szakirodalom
- René Gillouin: Henri Bergson filozófiája; ford. Farkas Zoltán; Franklin, Bp., 1914 (Kultúra és tudomány)
- Deleuze, Gilles: A bergsoni filozófia (ford. John Éva), Atlantisz Könyvkiadó, Budapest, 2010, ISBN 9789639777101
- Bergson aktualitása; szerk. Ullmann Tamás, Jean-Louis Vieillard-Baron; Gondolat, Budapest, 2011 (A Francia Intézet filozófiai füzetei)
- Vadas Norbert–Vadas-Rétfalvi Renáta: A valóság megismerése. Henri Bergson és a védikus hagyomány módszertanának szintézise; Brahmana Misszió, Budapest, 2023